# Liste de lacs dans l'État de New York
Cet article dresse une liste de lacs dans l'État de New York aux États-Unis. La liste n'est pas exhaustive.

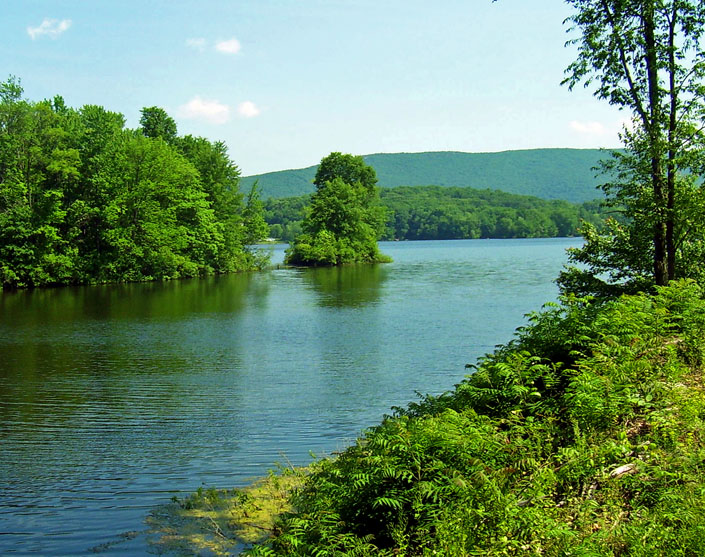
Beaverdam Lake.

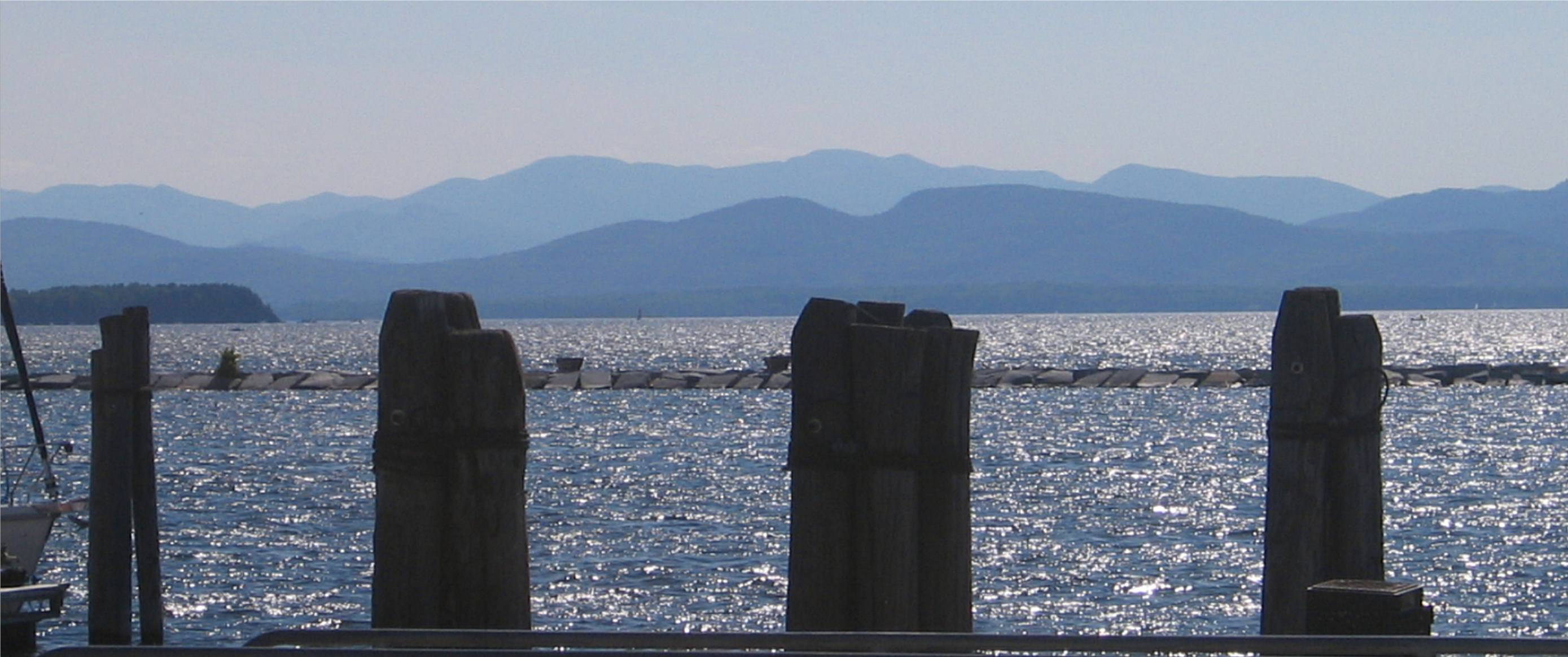
Lac Champlain.

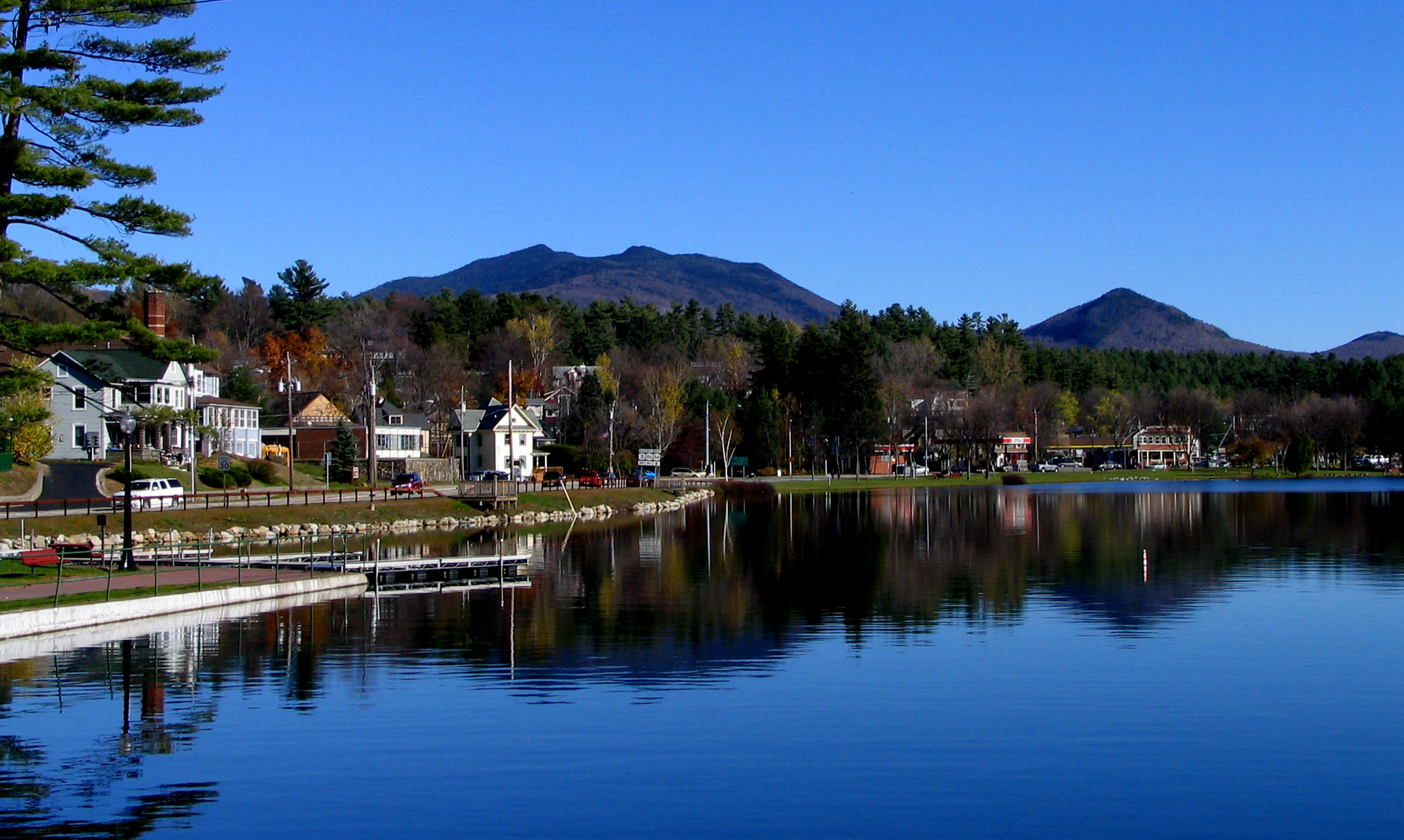
Lake Flower.

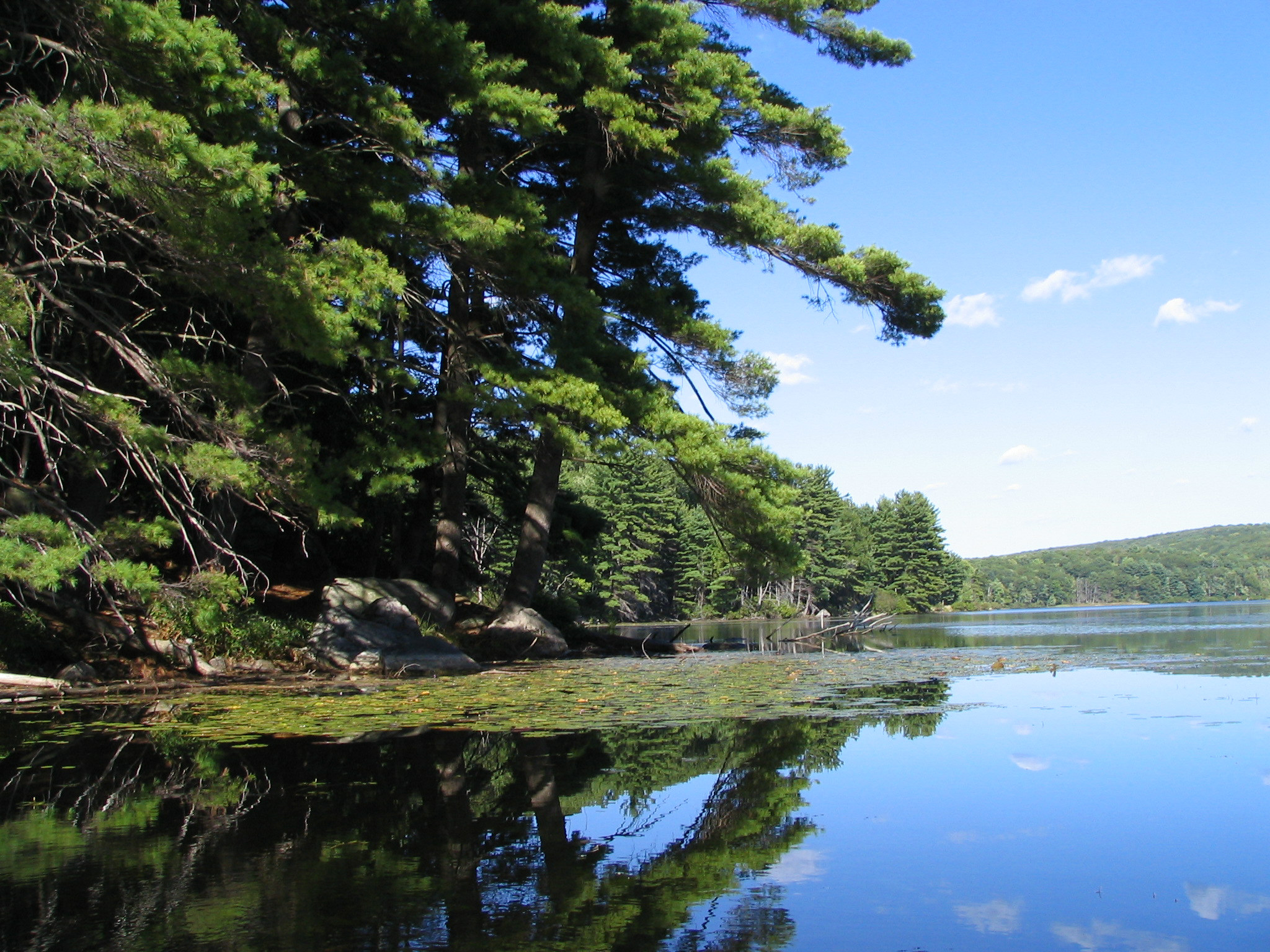
Lac Kanawauke.

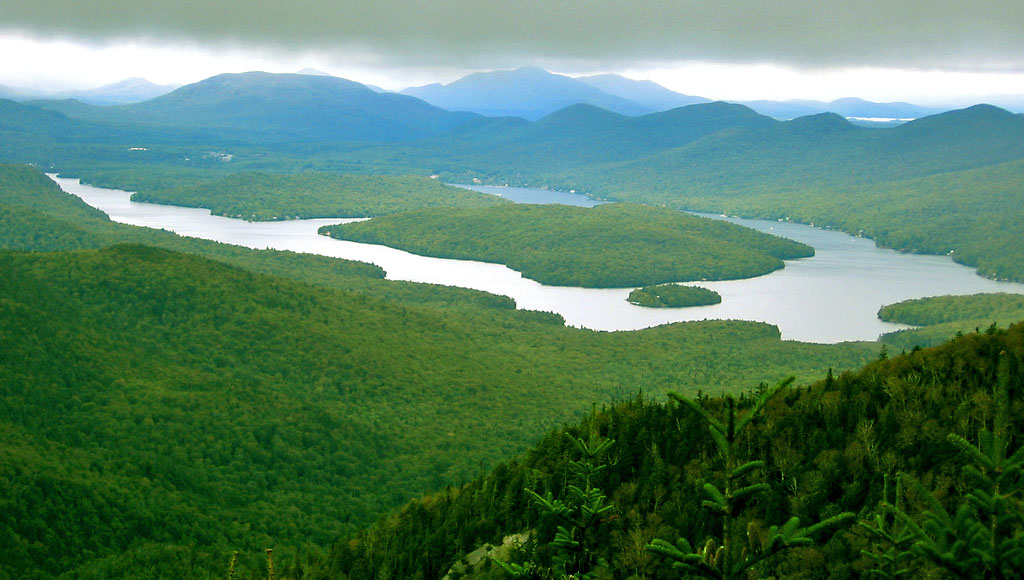
Lac Placid.

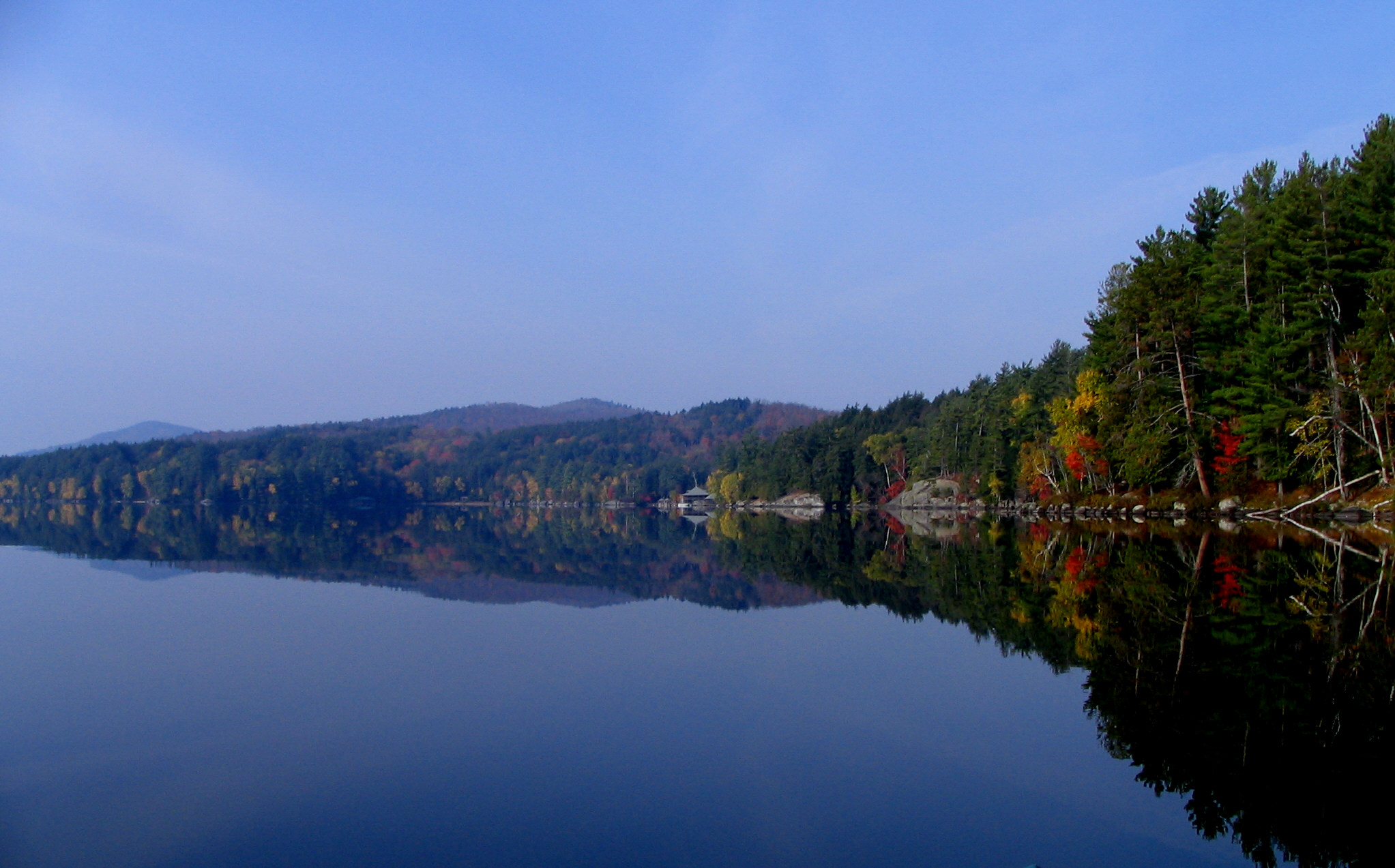
Lower Saranac Lake.

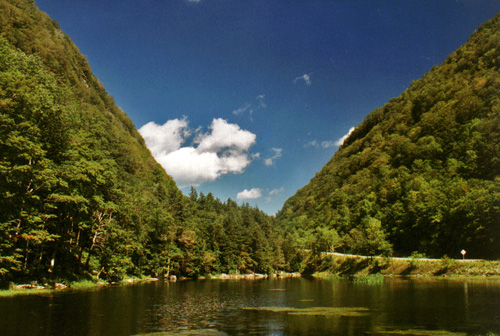
Notch Lake.

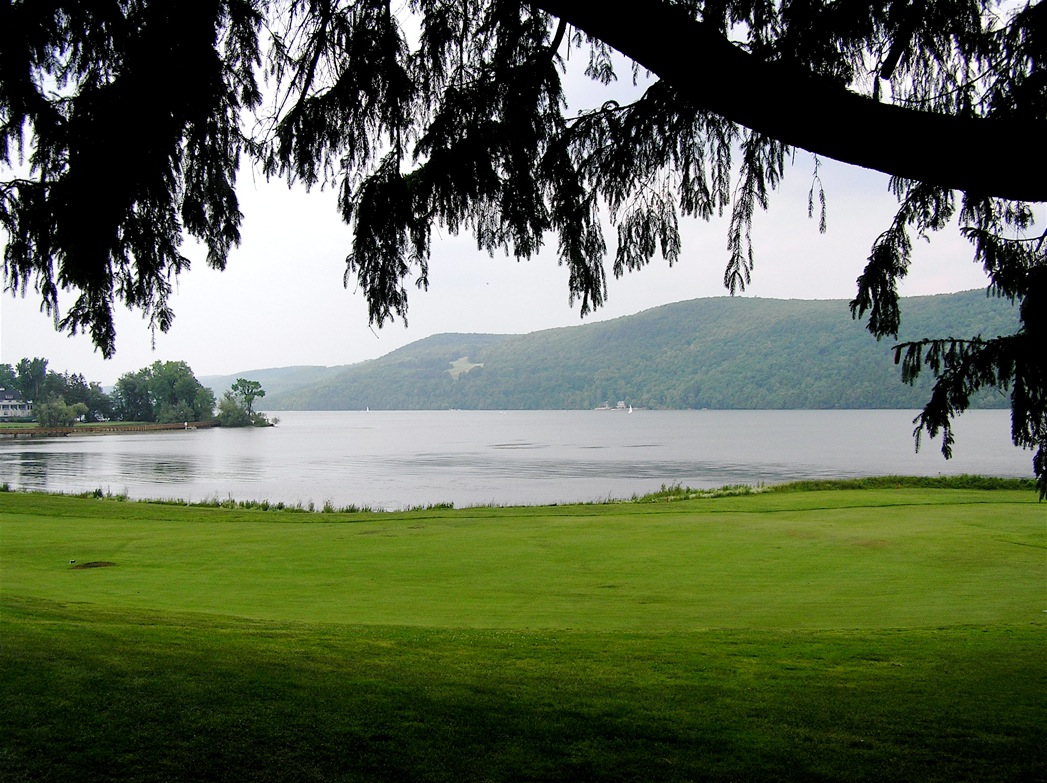
Lac Otsego.

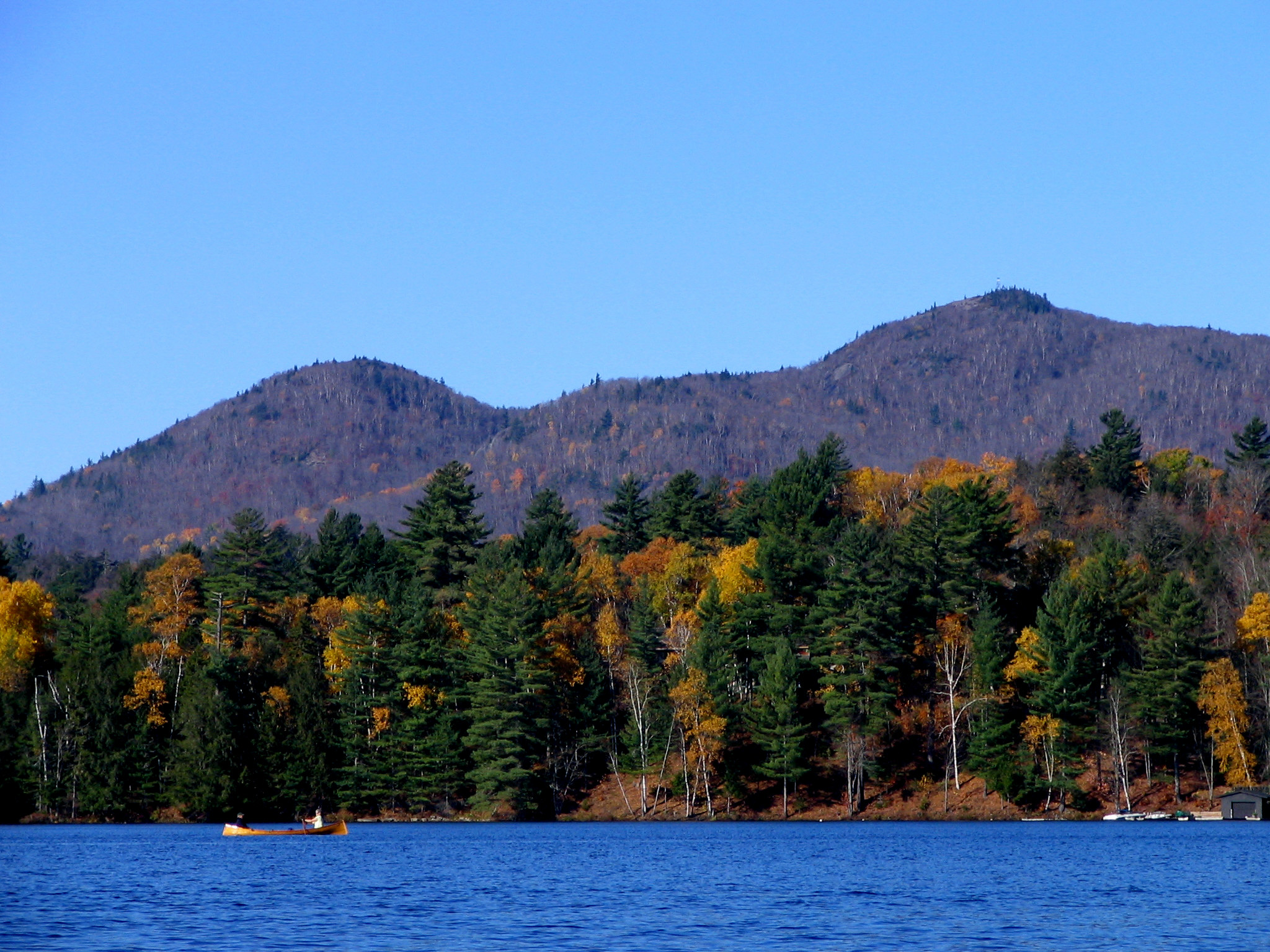
Upper St Regis Lake.

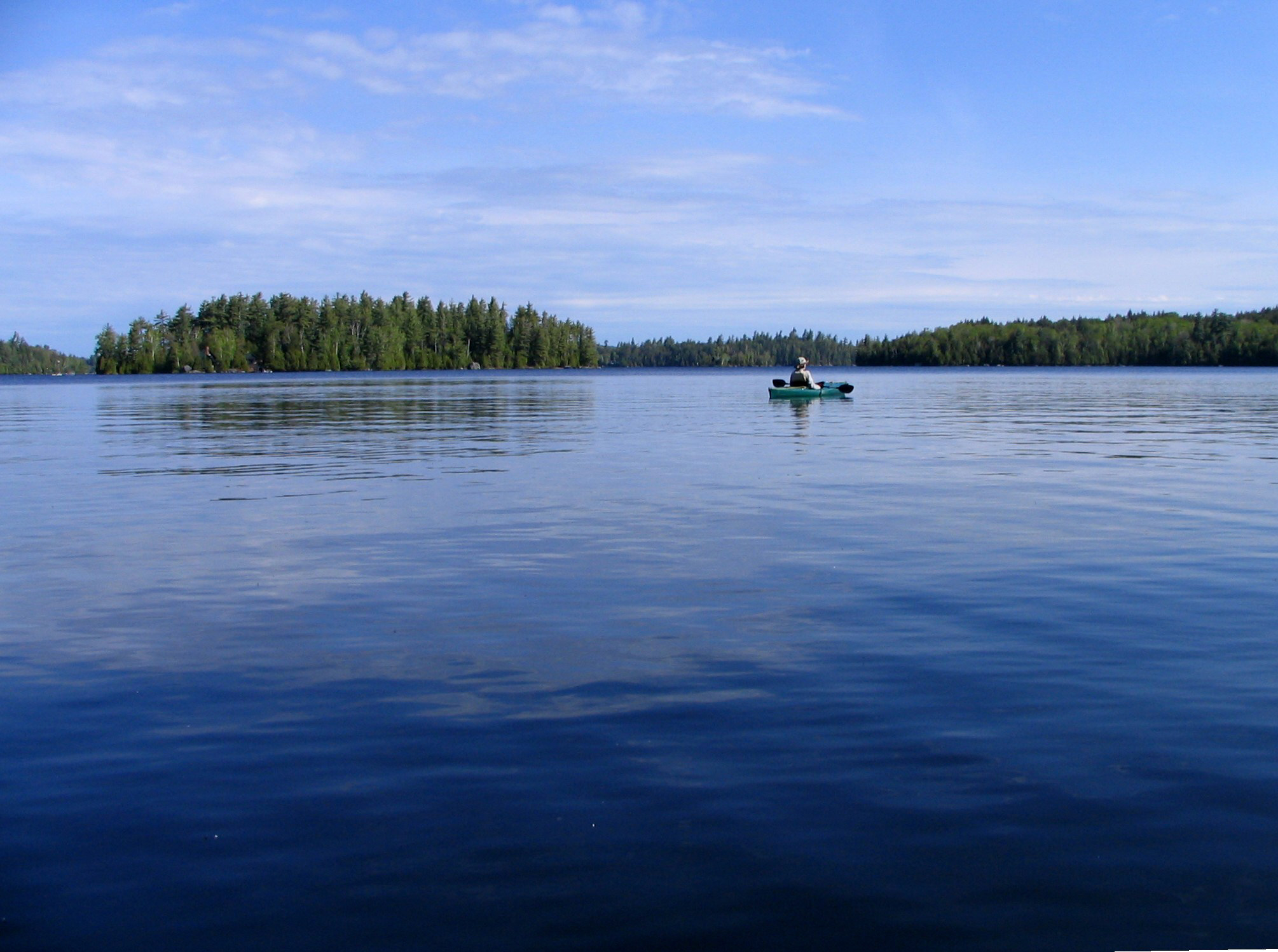
Upper Saranac Lake looking north.

| Nom en anglais                                                      | Nom en français | Superficie (en km2) |
| ------------------------------------------------------------------- | --------------- | ------------------- |
| Adirondack Lake                                                     |                 |                     |
| Ampersand Lake                                                      |                 |                     |
| Avalanche Lake                                                      |                 |                     |
| Augur Lake                                                          |                 |                     |
| Bass Lake                                                           |                 |                     |
| Beaverdam Lake                                                      |                 |                     |
| Big Moose Lake                                                      |                 |                     |
| Black Lake                                                          |                 |                     |
| Blue Mountain Lake                                                  |                 |                     |
| Brantingham Lake                                                    |                 |                     |
| Buck Horn Lake                                                      |                 |                     |
| East Canada Lake                                                    |                 |                     |
| West Canada Lake                                                    |                 |                     |
| Canadice Lake                                                       |                 |                     |
| Canaan Lake                                                         |                 |                     |
| Canadarago Lake                                                     |                 |                     |
| Canandaigua Lake                                                    | Lac Canandaigua | 43                  |
| Caroga Lake                                                         |                 |                     |
| East Caroga Lake                                                    |                 |                     |
| Catlin Lake                                                         |                 |                     |
| Cayuga Lake                                                         | Lac Cayuga      | 172                 |
| Cayuta Lake                                                         |                 |                     |
| Cazenovia Lake                                                      |                 |                     |
| Chadwick Lake                                                       |                 |                     |
| Chautauqua Lake                                                     | Lac Chautauqua  |                     |
| Chazy Lake                                                          |                 |                     |
| Conesus Lake                                                        |                 |                     |
| Cossayuna Lake                                                      |                 |                     |
| Cranberry Lake                                                      |                 |                     |
| Cross Lake                                                          |                 |                     |
| Delta Lake                                                          |                 |                     |
| Duck Lake                                                           |                 |                     |
| Eagle Lake                                                          |                 |                     |
| Elk Lake                                                            |                 |                     |
| Elm Lake                                                            |                 |                     |
| Fern Lake                                                           |                 |                     |
| Finger Lakes                                                        |                 |                     |
| Forked Lake                                                         |                 |                     |
| Fulton Chain Lakes                                                  |                 |                     |
| Galway Lake                                                         |                 |                     |
| Garnet Lake                                                         |                 |                     |
| Great Sacandaga Lake                                                |                 |                     |
| Green Lake                                                          |                 | 0,258               |
| Greenwood Lake (extends into New Jersey)                            |                 |                     |
| Harris Lake                                                         |                 |                     |
| Heart Lake                                                          |                 |                     |
| Hedges Lake                                                         |                 |                     |
| Henderson Lake                                                      | Lac Henderson   |                     |
| Hemlock Lake                                                        |                 |                     |
| Hiawatha Lake                                                       |                 |                     |
| Honeoye Lake                                                        |                 |                     |
| Indian Lake                                                         |                 |                     |
| Keuka Lake                                                          |                 |                     |
| Kiwassa Lake                                                        |                 |                     |
| Lake Abanakee                                                       |                 |                     |
| Lake Algonquin                                                      |                 |                     |
| Lake Bonaparte                                                      |                 |                     |
| Lake Champlain                                                      | Lac Champlain   |                     |
| Lake Clear                                                          |                 |                     |
| Lake Colden                                                         |                 |                     |
| Lake Durant                                                         |                 |                     |
| Lake Edward                                                         |                 |                     |
| Lake Erie                                                           | Lac Erie        |                     |
| Lake Flower                                                         |                 |                     |
| Lake George                                                         | Lac George      |                     |
| Lake Gilead                                                         |                 |                     |
| Lake Kanawauke                                                      |                 |                     |
| Lake Kushaqua                                                       |                 |                     |
| Lake Lila                                                           |                 |                     |
| Lake Louise Marie                                                   |                 |                     |
| Lake Madeline                                                       |                 |                     |
| Lake Maratanza                                                      |                 |                     |
| Lake Ontario                                                        |                 |                     |
| Lake Oscawana                                                       |                 |                     |
| Lake Ozonia                                                         |                 |                     |
| Lake Peekskill                                                      |                 |                     |
| Lake Placid                                                         | Lac Placid      | 8,8                 |
| Lake Pleasant                                                       |                 |                     |
| Lake Ronkonkoma                                                     |                 |                     |
| Lake Sebago                                                         |                 |                     |
| Lake Skanatani / Skannatani (official spelling varies)              |                 |                     |
| Lake Tappan                                                         |                 |                     |
| Lake Tear of the Clouds                                             |                 |                     |
| Lake Tiorati                                                        |                 |                     |
| Lake Tittykuku                                                      |                 |                     |
| Lake Titus                                                          |                 |                     |
| Lake Washington                                                     |                 |                     |
| Lake Welsh                                                          |                 |                     |
| Lamoka Lake                                                         |                 |                     |
| Lewey Lake                                                          |                 |                     |
| Little Tupper Lake                                                  |                 |                     |
| Long Lake                                                           |                 |                     |
| Loon Lake in Warren County, New York                                |                 |                     |
| Loon Lake in Franklin County, New York                              |                 |                     |
| Lower Ausable Lake                                                  |                 |                     |
| Lower Chateaugay Lake                                               |                 |                     |
| Lower St. Regis Lake                                                |                 |                     |
| Lower Saranac Lake                                                  |                 |                     |
| Lows Lake                                                           |                 |                     |
| Mason Lake                                                          |                 |                     |
| Masten Lake                                                         |                 |                     |
| Meacham Lake                                                        |                 |                     |
| Middle Saranac Lake                                                 |                 |                     |
| Mirror Lake                                                         |                 | 0,49                |
| Mohegan Lake                                                        |                 |                     |
| Mountain Lake                                                       |                 |                     |
| Mud Lake (There are more than 30 lakes named Mud Lake in New York.) |                 |                     |
| Murphy Lake                                                         |                 |                     |
| Newcomb Lake                                                        |                 |                     |
| North Lake                                                          |                 |                     |
| Notch Lake                                                          |                 |                     |
| Oneida Lake                                                         | Lac Oneida      |                     |
| Onondaga Lake                                                       | Lac Onondaga    |                     |
| Onteora Lake                                                        |                 |                     |
| Oseetah Lake                                                        |                 |                     |
| Otisco Lake                                                         | Lac Otisco      |                     |
| Otsego Lake                                                         | Lac Otsego      |                     |
| Owasco Lake                                                         |                 | 540                 |
| Pleasant Lake                                                       |                 |                     |
| Ragged Lake                                                         |                 |                     |
| Rainbow Lake                                                        |                 |                     |
| Raquette Lake                                                       |                 |                     |
| Rich Lake                                                           |                 |                     |
| Round Lake                                                          |                 |                     |
| Rushford Lake                                                       |                 |                     |
| Schroon Lake                                                        |                 |                     |
| Saratoga Lake                                                       |                 |                     |
| Seneca Lake                                                         | Lac Seneca      | 173                 |
| Seven Hills Lake                                                    |                 |                     |
| Sleepy Hollow Lake                                                  |                 |                     |
| Star Lake                                                           |                 |                     |
| Silver Lake                                                         |                 |                     |
| Skaneateles Lake                                                    |                 |                     |
| Spring Lake                                                         |                 |                     |
| South Lake                                                          |                 |                     |
| Summit Lake                                                         |                 |                     |
| Tomahawk Lake                                                       |                 |                     |
| Tonetta Lake                                                        |                 |                     |
| Trout Lake                                                          |                 |                     |
| Tupper Lake                                                         |                 |                     |
| Upper Ausable Lake                                                  |                 |                     |
| Upper Chateaugay Lake                                               |                 |                     |
| Upper St. Regis Lake                                                |                 |                     |
| Upper Saranac Lake                                                  |                 |                     |
| Utowana Lake                                                        |                 |                     |
| Wanaksink Lake                                                      |                 |                     |
| White Lake                                                          |                 |                     |
| Wildwood Lake                                                       |                 |                     |
| Wolf Lake                                                           |                 |                     |
| Yankee Lake                                                         |                 |                     |